# Renault AT
La Renault Type AT est un modèle d'automobile de compétition du constructeur automobile Renault de 1909.

## Course de voitures
Louis Raffalovitch a remporté le 26 août 1909 la course de 24 heures de New York.